# Sensore a fibra ottica

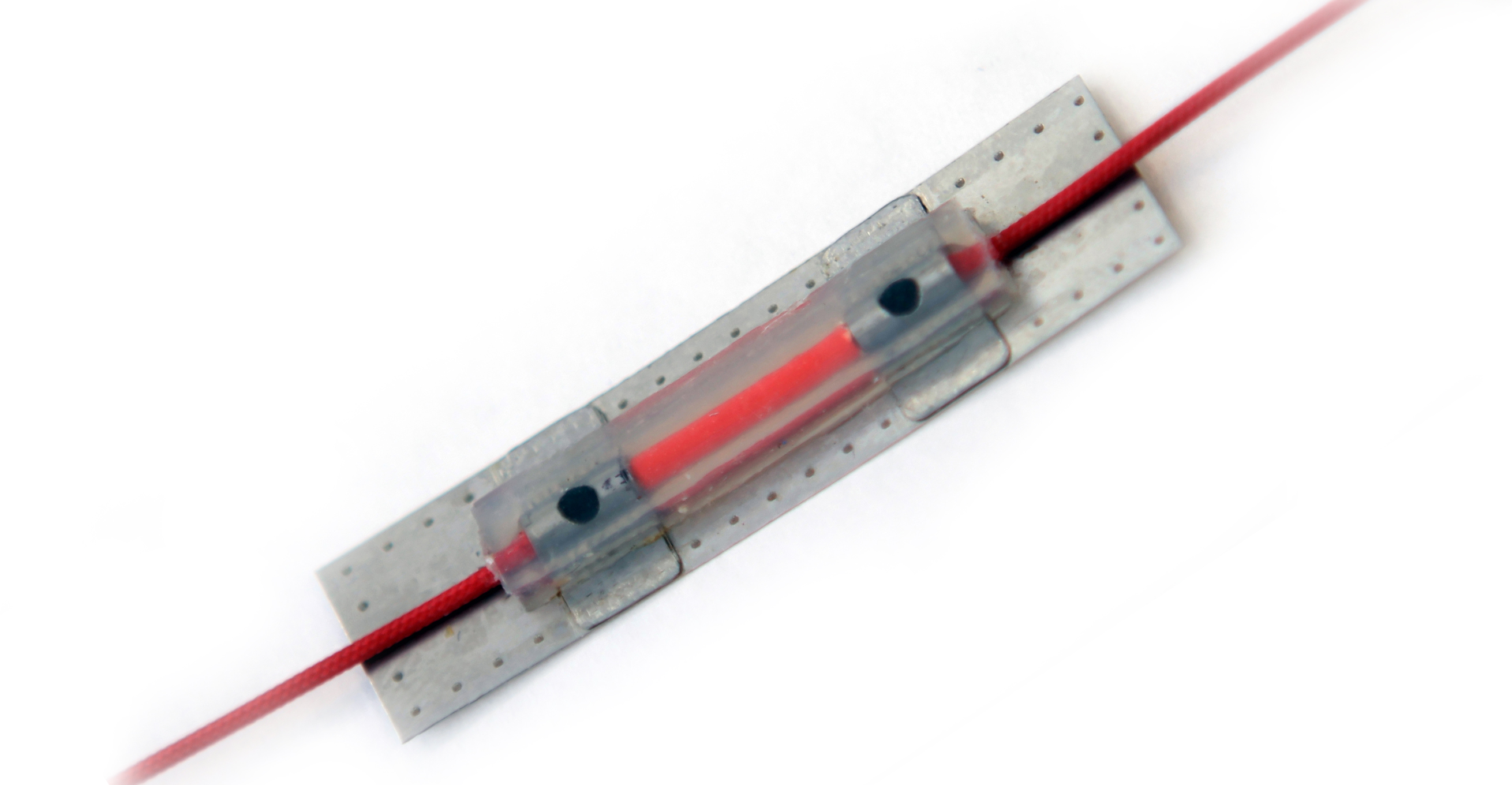
Un esempio di sensore a fibra ottica basato sulla tecnologia a reticolo di Bragg.

Un sensore a fibra ottica (in inglese: fiber-optic sensor, abbreviato FOS o fiber-optic sensing device, abbreviato FOSD) è un sensore che utilizza la fibra ottica come trasduttore e come mezzo di trasporto delle informazioni dal punto di misura all'elettronica di elaborazione del segnale (sistema di acquisizione dei dati). 
La propagazione della luce in una fibra ottica è soggetta a variazioni che possono essere correlate con il fenomeno fisico/ingegneristico oggetto del caso di studio specifico. Il sistema di analisi delle onde luminose, comunemente noto come interrogatore ottico, può verificare tali variazioni sia in termini di ritardo di propagazione (analisi nel dominio del tempo) sia di lunghezza d'onda (analisi nel dominio delle frequenze). Da tale processo di analisi è possibile risalire così, alla grandezza fisica di interesse e realizzare, a valle di una procedura di taratura, l'elemento sensibile desiderato.

## Caratteristiche principali
L'utilizzo della fibra ottica nei sensori per la misura di grandezze fisiche (ad esempio, deformazione, pressione, temperatura, accelerazione) e chimico-fisiche (ad esempio, concentrazione, viscosità, pH) nasce in concomitanza con l'introduzione e lo sviluppo delle fibre ottiche nell'ambito delle telecomunicazioni per la trasmissione delle informazioni. I sensori a fibra ottica, difatti, presentano caratteristiche vantaggiose per molteplici applicazioni, rispetto ai tradizionali sensori elettrici. In particolare:
- grande flessibilità di impiego, potendo monitorare svariate grandezze;
- facilità di installazione e di integrazione nelle strutture da monitorare;
- minima invasività, date le dimensioni contenute della fibra, consentendo il monitoraggio anche in zone di difficile accesso;
- la possibilità di multiplexing, ovvero di collocare più sensori sulla stessa fibra ed utilizzare un singolo sistema di interrogazione e acquisizione;
- assenza di alimentazione elettrica nel punto di acquisizione e immunità alle interferenze elettromagnetiche;
- elevata resistenza alle alte temperature ed ambienti corrosivi.

Dal punto di vista prevalentemente metrologico, i sensori in fibra ottica si distinguono per:
- elevata sensibilità;
- elevata banda di acquisizione, che permette la rilevazione di transitori anche molto rapidi;
- la possibilità di effettuare misure real-time;
- la possibilità di remotizzare il sensore su distanze molto elevate, riducendo o eliminando totalmente problemi di energy harvesting (recupero di energia) e manutenzione.

## Principio di funzionamento
Il funzionamento di un sensore a fibra ottica dipende essenzialmente dalla variazione dell'indice di rifrazione o della lunghezza della fibra stessa dovuta al cambiamento delle condizioni ambientali a cui il sensore viene sottoposto. La modifica dell'indice di rifrazione o della lunghezza della fibra provoca un cambiamento delle variabili caratteristiche del campo elettromagnetico della luce ovvero l'ampiezza (intensità), la lunghezza d'onda, la polarizzazione o la fase. In base al parametro monitorato dal sistema di interrogazione e acquisizione, i sensori a fibra ottica vengono classificati in categorie differenti.

### Sensori spettrometrici

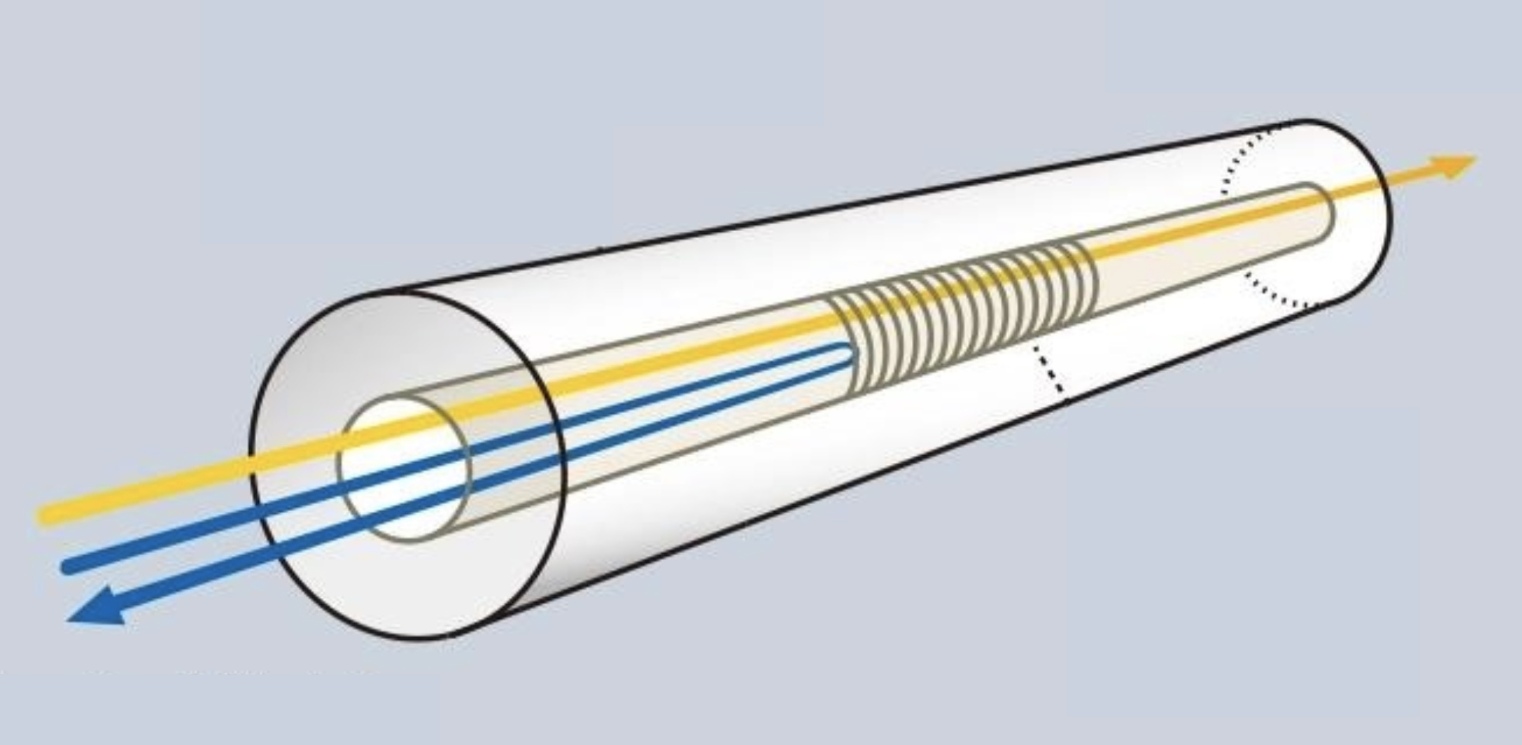
Principio di funzionamento di un sensore spettrometrico a reticolo di Bragg: il reticolo retroriflette unicamente una particolare lunghezza d'onda (in blu) mentre trasmette tutte le altre (in giallo).

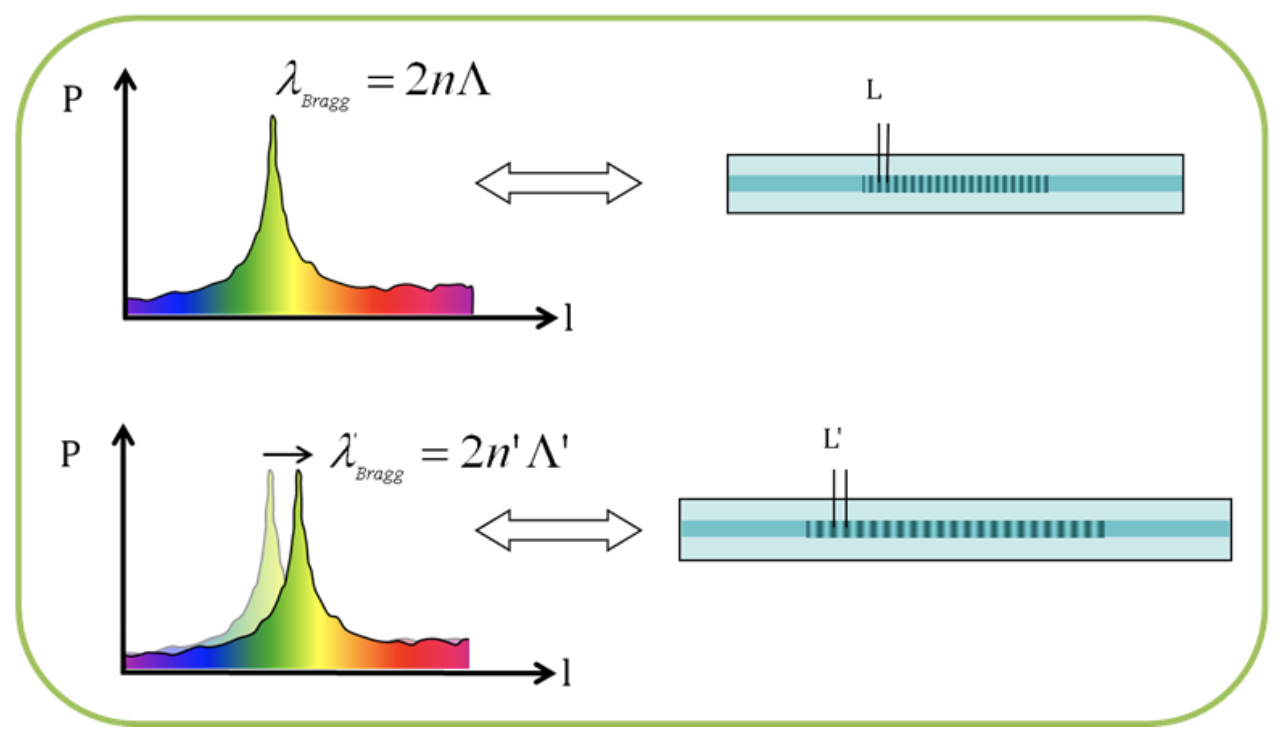
Effetto della deformazione meccanica/termica sulla lunghezza d'onda di Bragg in un sensore spettrometrico. In alto, il reticolo di Bragg non deformato; in basso, il reticolo di Bragg deformato.

Questa tipologia di sensori a fibra ottica basa il proprio funzionamento sull'analisi delle variazioni del contenuto spettrale della sorgente ottica provocate dalla grandezza oggetto della misura. I sensori appartenenti a tale categoria e ad oggi maggiormente utilizzati e commercializzati sono i sensori a reticolo di Bragg, noti comunemente come fiber Bragg gratings (abbreviato FBG). Tali sensori vengono realizzati tramite l'introduzione di una modulazione dell'indice di rifrazione sul nucleo (core) della fibra ottica, attraverso un processo conosciuto come inscrizione del reticolo.
Il reticolo (ovvero la modulazione introdotta) si comporta come uno specchio selettivo e, quando la luce passa attraverso la fibra, solo una specifica lunghezza d'onda, nota come lunghezza d'onda di Bragg ({\displaystyle \lambda _{\mathrm {b} }}), viene retroriflessa dallo stesso. In particolare:
{\displaystyle \lambda _{\mathrm {b} }=2n_{\mathrm {eff} }\Lambda }
in cui la lunghezza d'onda retroriflessa dipende dall'indice di rifrazione efficace ({\displaystyle n_{\mathrm {eff} }}) del nucleo della fibra e dalla lunghezza del reticolo ({\displaystyle \Lambda }, noto propriamente come grating period), entrambi soggetti a variazioni dovute a deformazioni ({\displaystyle \epsilon }) e aumenti/diminuzioni di temperatura ({\displaystyle \Delta T}) applicate.
Di conseguenza, la specifica lunghezza d'onda che viene riflessa dal reticolo varia in funzione di {\displaystyle \epsilon } e {\displaystyle \Delta T} secondo la relazione:
{\displaystyle \Delta \lambda _{\mathrm {b} }=k_{\epsilon }\epsilon +k_{\Delta T}\Delta T}
dove, misurando {\displaystyle \Delta \lambda _{\mathrm {b} }}, è possibile determinare i parametri {\displaystyle k_{\epsilon }}, {\displaystyle k_{\Delta T}} (sensibilità alla deformazione e alla temperatura, rispettivamente) e risalire alle grandezze fisiche originali.
L'utilizzo frequente di sensori spettrometrici tipo FBG è dovuto prevalentemente alla possibilità di multiplexing, grazie alla quale si possono inscrivere più reticoli di Bragg sulla stessa fibra, ottenendo un'elevata risoluzione spaziale e realizzando un monitoraggio quasi-distribuito.

#### Sensori spettrometrici distribuiti
I sensori spettrometrici distribuiti (in inglese: distributed fiber-optic sensing, abbreviato DFOS) sfruttano lo stesso principio di funzionamento dei sensori spettrometrici precedentemente descritti, consentendo però di utilizzare una risoluzione spaziale molto più elevata rispetto, ad esempio, ai sensori a reticolo di Bragg. Infatti, se si immette luce nella fibra e si osservano i fenomeni che influenzano il percorso della luce, è possibile determinare alcune caratteristiche della fibra stessa in diversi punti della sua lunghezza ad intervalli definiti, come variazioni di densità/composizione del nucleo date dalla presenza di impurità dovute al processo di fabbricazione. In corrispondenza di quest'ultime, determinate lunghezze d'onda possono essere retroriflesse, come nel caso di sensori a reticolo di Bragg ma con frequenza maggiore. In tale maniera, una singola fibra può essere considerata come una serie di sensori distribuiti nello spazio e trattati come continui in termini ingegneristici.
A seconda dell'ambito di applicazione, cioè della grandezza che si vuole misurare, e della tipologia di fibra ottica utilizzata, sono disponibili diversi metodi per l'interrogazione, l'acquisizione e l'analisi della misura. I metodi principali sono tre:
- Scattering Rayleigh: permette di effettuare misure di deformazione, sia dovuta a carichi meccanici che a carichi termici[18]. Questo è particolarmente indicato per il monitoraggio di eventi localizzati, in quanto possiede un'elevata risoluzione spaziale[19] (ordini di mm come distanza tra i sensori distribuiti sulla fibra).
- Scattering Brillouin: permette anch'esso di effettuare misure di deformazioni dovute a carichi meccanici e termici[20]. Questa tecnica è caratterizzata da una risoluzione spaziale più bassa rispetto al Rayleigh (dai 20 ai 100 cm come distanza tra i sensori distribuiti sulla fibra) ma, in compenso, consente misure su distanze molto lunghe (anche maggiori di 25 km)[21].
- Scattering Raman: permette misurazioni di temperatura su distanze elevate (come con Brillouin) con una risoluzione spaziale di decine di centimetri[22][23]. Quest'ultimo metodo può essere impiegato come soluzione di compensazione di temperatura (così come accade per gli estensimetri tradizionali) quando si sta misurando la deformazione tramite le tecniche precedenti di Rayleigh o Brillouin[24].

### Sensori polarimetrici

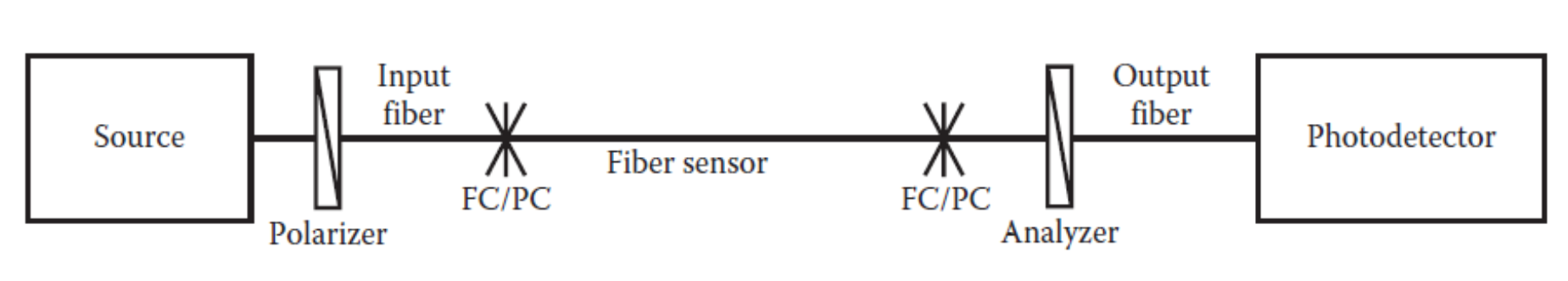
Schema di un sensore in fibra ottica polarimetrico basato sulla misura dell’intensità ottica degli stati di polarizzazione.

I sensori a fibra ottica polarimetrici sfruttano un'importante proprietà della luce, ovvero il suo stato di polarizzazione (in inglese: state of polarization, abbreviato SOP). Per tali sensori vengono prese in considerazione le variazioni introdotte da fattori esterni sullo stato di polarizzazione stesso: un fascio di luce viene fatto propagare all'interno della fibra con un'inclinazione di circa 45°, in maniera da andare ad eccitare egualmente gli stati di polarizzazione verticale e orizzontale. In questo caso, in uscita, si utilizza come analizzatore un polarizzatore, il quale viene opportunamente orientato per convertire le rotazione causate dal SOP in variazioni di intensità, che vengono infine correlate con la grandezza oggetto di misurazione, cioè quella che ha causato la modifica del SOP.

### Sensori interferometrici

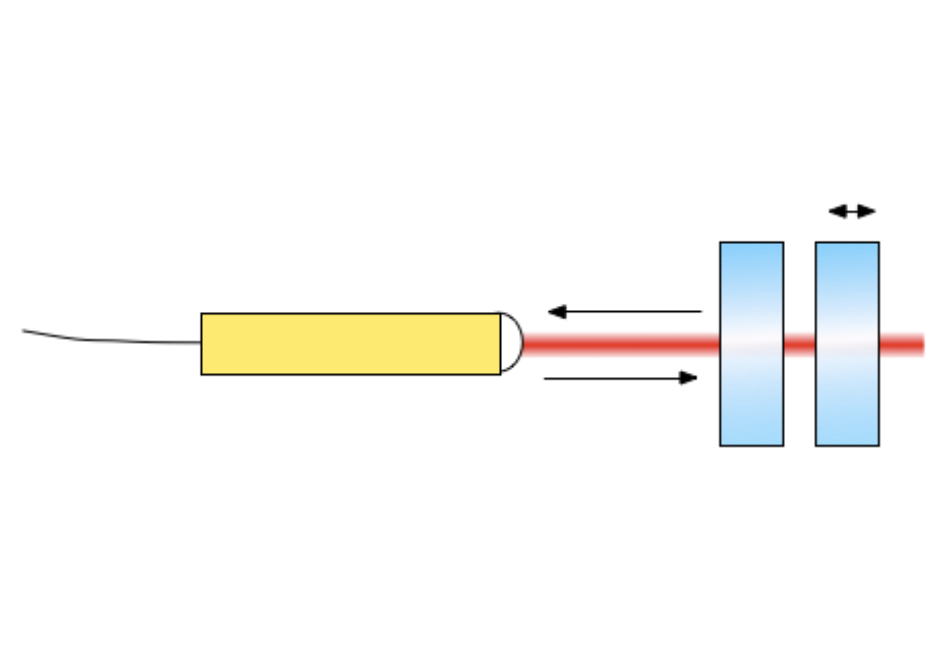
Schema di funzionamento di un sensore a fibra ottica interferometro basato su Fabry-Pérot. È possibile osservare i due fasci di luce coerente utilizzati (indicati dalle frecce in nero).

I sensori a fibra ottica interferometrici si concentrano, in generale, sulla misura della differenza di fase tra due fasci di luce coerente, di cui uno si propaga (solitamente, ma non sempre) lungo una fibra ottica considerata di riferimento, mentre l'altro lungo una fibra ottica sensore, la quale è soggetta a delle variazioni causate dalla grandezza che si sta misurando. Questi sensori si contraddistinguono solitamente per l'elevata sensibilità, che può essere modificata aumentando a piacere la lunghezza della fibra. Dal punto di vista dell'implementazione, le realizzazioni più diffuse di sensori a fibra ottica interferometrici si basano su configurazioni ampiamente note come Fabry-Pérot, Mach-Zender, Michelson e Sagnac.

## Tipologie di sensori

### Sensori di deformazione
L'applicazione più comune per effettuare misure di deformazione è rappresentata dall'estensimetro a fibra ottica. Il principio di funzionamento è relativamente simile a quello di un estensimetro elettrico tradizionale, analizzando però in questo caso, la variazione di lunghezza d'onda di Bragg invece della variazione di resistenza elettrica. Da questo deriva come i sensori a fibra ottica più adatti alla realizzazione di estensimetri ottici risultano essere quelli spettrometrici, sia a reticolo di Bragg che distribuiti. 
I campi di applicazioni più diffusi riguardano il monitoraggio di strutture in calcestruzzo, acciaio e materiale composito (analisi statiche, a fatica, identificazione dei danni) e l'analisi modale basata sulla deformazione. In campo biomedico, tali sensori possono essere integrati in strutture polimeriche ed essere utilizzati come sistemi indossabili per il monitoraggio di parametri vitali.

### Sensori di temperatura
L'utilizzo di sensori a fibra ottica per le misure di temperatura è, come per la deformazione, concentrato su sensori di tipo spettrometrico. Difatti, grazie al loro principio di funzionamento descritto precedentemente, è possibile risalire alla misura di temperatura grazie all'osservazione della variazione di lunghezza d'onda di Bragg ({\displaystyle \Delta \lambda _{b}}) indotta nel sensore. In aggiunta, per quanto riguarda i sensori a reticolo di Bragg, grazie alla possibilità di multiplexing, si possono collocare sulla stessa fibra diversi punti di misura ed ottenere una risoluzione spaziale elevata. 
Sensori a reticolo di Bragg vengono impiegati, ad esempio, in campo medico e biomedico per il monitoraggio della temperatura durante procedure di ablazione laser, dove è necessario tenere sotto controllo l'estensione del danno termico arrecato al tessuto. Per quanto riguarda i sensori spettrometrici distribuiti, il loro impiego è prevalentemente legato al monitoraggio di infrastrutture, per valutare l'effetto termico su strutture in calcestruzzo armato precompresso oppure come compensazione di temperatura nelle misure di deformazione e spostamento.

### Sensori di accelerazione

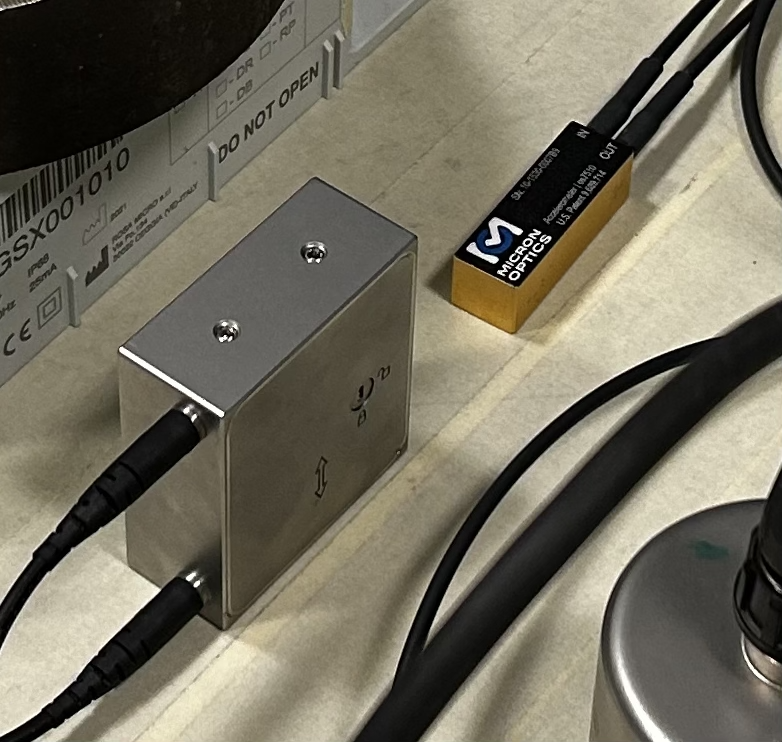
Accelerometri in fibra ottica. A sinistra, un accelerometro basato su sensori a reticolo di Bragg; a destra, un accelerometro con sensore interferometrico (in questo caso, Fabry-Pérot)

Nel caso di misure di accelerazione, i sensori a fibra ottica possono essere impiegati per realizzare accelerometri. In generale:
- nel caso si utilizzino sensori spettrometrici a reticolo di Bragg per la realizzazione, viene misurata la deformazione (variazione di lunghezza d'onda di Bragg) rilevata dai sensori presenti all'interno dell'accelerometro. Quest'ultima viene poi correlata con l'accelerazione tramite opportune relazioni definite durante il processo di taratura;
- se invece si utilizzano sensori interferometrici, la misura di accelerazione viene relazionata al principio di funzionamento della specifica tipologia di interferometro utilizzato in fase di realizzazione del sensore.

### Sensori di concentrazione
I sensori a fibra ottica spettrometrici possono essere utilizzati per rilevare la concentrazione di sostanze chimiche specifiche nell'aria o nei liquidi. Ad esempio, in ambito ambientale, è possibile monitorare i livelli di inquinanti come gas tossici, vapori chimici o altre sostanze pericolose. Una soluzione è quella di impiegare due sensori spettrometrici a reticolo di Bragg (il primo di riferimento mentre il secondo di rilevamento) accoppiati con un fotodiodo, per rilevare le variazioni di intensità della luce: con l'aumento della concentrazione della sostanza, nell'ambiente in cui si sta effettuando la misura, aumenta di conseguenza la temperatura, portando ad una mancata corrispondenza tra gli spettri del sensore di riferimento e quello di rilevamento. L'intensità luminosa rilevata dal fotodiodo diminuisce, rendendo così possibile la misura di concentrazione. Inoltre, collocando i due sensori vicini tra loro, si può rendere il sistema di misura insensibile alle variazioni di temperatura e monitorare unicamente la concentrazione.

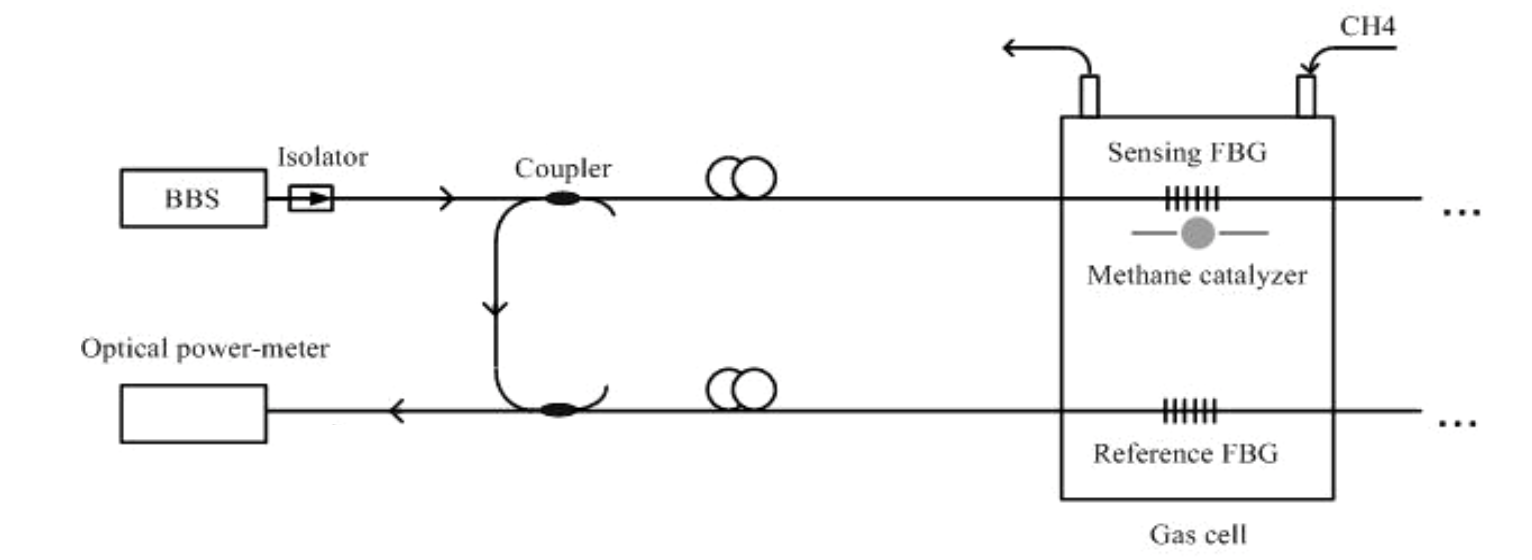
Schema di un dispositivo basato su sensori a fibra ottica spettrometrici a reticolo di Bragg utilizzati per la rilevazione della concentrazione di metano.

Sensori a fibra spettrometrici a reticolo vengono anche impiegati per il rilevamento di concentrazione di anidride carbonica, preparando opportunamente il sensore attraverso il rivestimento della fibra ottica con opportuni materiali, particolarmente sensibili alla sostanza di cui si sta misurando la concentrazione.
Per quanto riguarda il campo biomedicale, invece, tali sensori possono essere utilizzati per monitorare la concentrazione di vari analiti nei fluidi corporei, come il glucosio nel sangue o altre sostanze biochimiche.